# Public Investment Fund
Het Public Investment Fund (PIF) is het staatsinvesteringsfonds van Saoedi-Arabië. Het is een van de grootste staatsinvesteringsfondsen ter wereld met een totaal geschat vermogen van 776 miljard US$. Het werd in 1971 opgericht met als doel fondsen te investeren namens de regering van Saoedi-Arabië.  Het vermogensfonds wordt gecontroleerd door kroonprins Mohammed bin Salman, de feitelijke heerser van Saoedi-Arabië sinds 2015.
Ruim 60% van de activiteiten van het fonds vinden plaats in Saoedi-Arabië zelf. In Saoedi-Arabië gaan de beleggingen van het fonds voornamelijk naar particuliere conglomeraten die eigendom zijn van vooraanstaande Saoedische zakenfamilies die nauwe banden hebben met de koninklijke familie. 
Buiten Saoedi-Arabië hebben de beleggingen van het fonds in prominente buitenlandse activa, zoals de Premier League-voetbalclub Newcastle United, tot controverse geleid vanwege het gebrek aan transparantie en de banden met de Saoedische regering.

## Geschiedenis

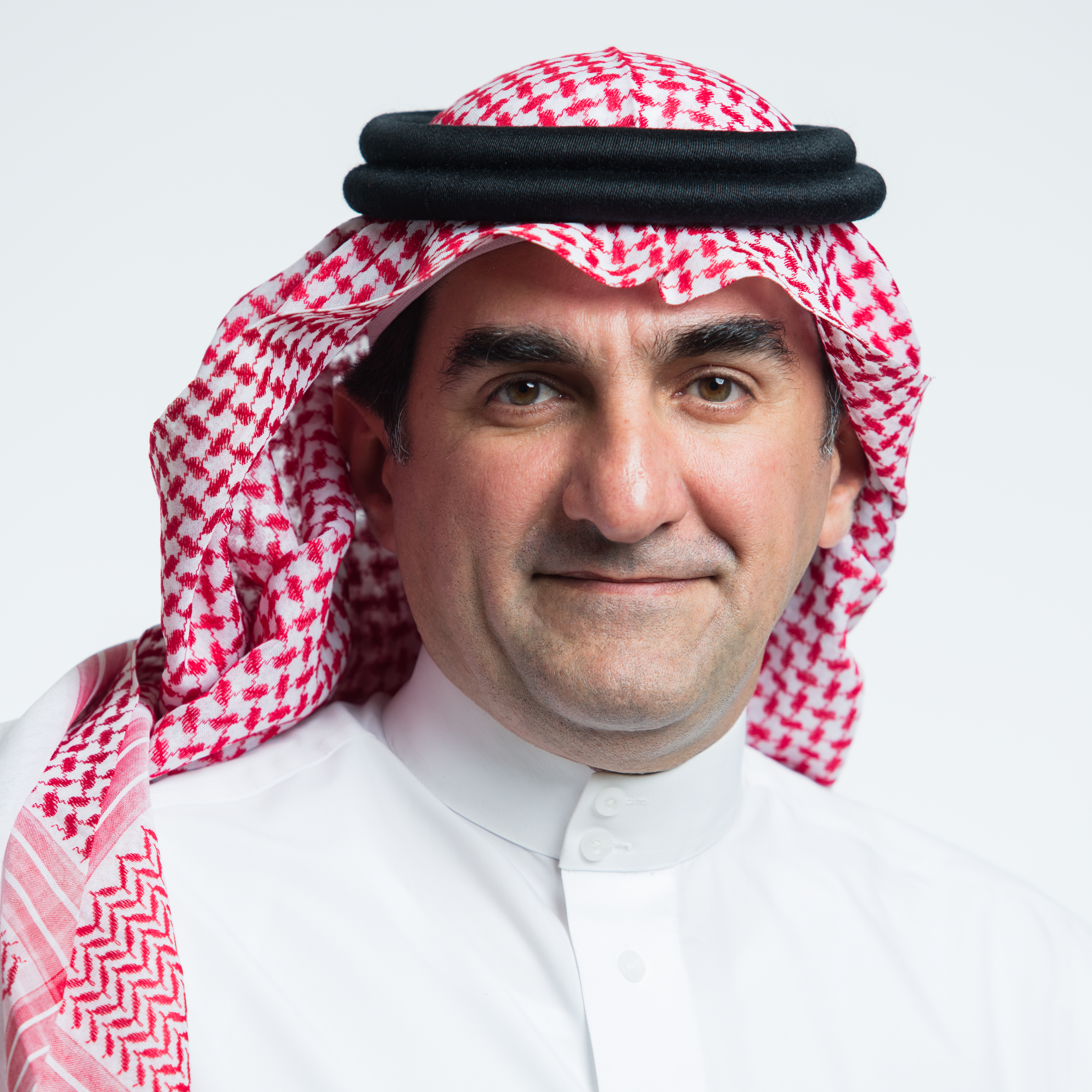
PIF-gouverneur Yasir Al-Rumayyan in 2016

Het Saudi Arabian Public Investment Fund (PIF) werd in 1971 door koning Faisal bin Abdulaziz Al Saud bij koninklijk besluit opgericht met de bedoeling financiële steun te verlenen aan projecten van strategisch belang voor de nationale economie. 
Lange tijd was de PIF een passieve entiteit die toezicht hield op het eigen vermogen van de Saoedische staat in beursgenoteerde bedrijven. 
Toen naburige oliestaten hun staatsinvesteringsfondsen begonnen te gebruiken om hun invloed te vergroten, volgde Saoedi-Arabië. De PIF breidde zijn personeelsbestand uit van 50 in 2015 naar bijna 500 in 2018.
In maart 2015 werd het toezicht op de PIF verplaatst van het Ministerie van Financiën naar de Raad voor Economische en Ontwikkelingszaken (CEDA). Als onderdeel van dit proces werd een nieuwe PIF aangesteld, onder voorzitterschap van kroonprins Mohammed bin Salman. Om de middelen van de PIF te versterken en te helpen bij de financiering van investeringen in buitenlandse bedrijven zoals Uber en Tesla, ontving de PIF contant geld van de Saoedische Centrale Bank, gaven ze schuldverklaringen uit en profiteerden ze van de privatisering van Saoedische staatseigendommen.
In 2022 werd een belang van 4% in Saudi Aramco overgedragen aan de PIF, en in 2023 opnieuw met de bedoeling het beheerd vermogen tegen 2025 te verhogen tot meer dan $ 1 biljoen. Deze stap was bedoeld om te profiteren van de hogere olieprijzen om de uitbreiding van de PIF te financieren en te diversifiëren.
Uit een rapport uit 2021 van Global SWF bleek dat de Governance, Sustainability, and Resilience (GSR)-score van de PIF dat jaar was gestegen van 28% tot  40%. Dit werd deels toegeschreven aan het feit dat de PIF was begonnen met het opbouwen van een speciaal ESG-team (Environmental, Social, and Sustainability).

## Investeringsprojecten
De PIF heeft een belang van 5% in Uber (voor $3,5 miljard) en een belang van 5% in de videogamebedrijven Capcom en Nexon (voor $1 miljard). In maart 2016 werd aangekondigd dat het eigendom van Saudi Aramco zou worden overgedragen aan de PIF en dat het Koninkrijk zal proberen tegen 2017 5 procent van de aandelen van Aramco op de beurs te noteren. PIF is eigenaar van Qiddiya, leidt het Rode Zee-project voor luxe strandresorts, en is eigenaar van de gesloten naamloze vennootschap Neom. 
PIF bezit een belang van 5,7% (ter waarde van $ 500 miljoen) in concertdistributeur Live Nation. In 2020 kocht PIF minderheidsbelangen in grote Amerikaanse bedrijven, waaronder Boeing, Meta Platforms (toen Facebook) en Citigroup. PIF maakte een belang van $713,7 miljoen in Boeing bekend, ongeveer $522 miljoen in Citigroup, een belang van $522 miljoen in Facebook, een belang van $495,8 miljoen in Disney en een belang van $487,6 miljoen in Bank of America. PIF maakte ook een belang van $827,7 miljoen in oliemaatschappij BP bekend. In 2020 kocht PIF een belang van 2,32% (geschat op $1,5 miljard) in het Indiase Jio Platforms, en verlaagde zijn bezit in Amerikaanse aandelen van $10,1 miljard naar $7 miljard. Het behield wel een aandeel van $2,7 miljard in Uber.
In 2016 kondigden SoftBank Group en de PIF aan dat ze een SoftBank Vision Fund zouden oprichten dat tot doel heeft gedurende vijf jaar tot 45 miljard dollar in de technologiesector te investeren. De SoftBank Group bevestigde dat het Vision Fund, waarin Saoedi-Arabië 45 miljard dollar investeerde, gedurende het boekjaar 2019-2020 een verlies leed van 17,7 miljard dollar, nadat de waarde van de beleggingen was afgeschreven. De verliezen hielden verband met de investeringen in WeWork en Uber Technologies Inc.
Tijdens het Saoedisch-Amerikaanse CEO Forum in 2017, dat deel uitmaakte van de officiële reis van president Donald Trump naar Saoedi-Arabië, kondigde de PIF plannen aan om "40 miljard dollar te investeren in infrastructuurprojecten, voornamelijk in de VS". Blackstone, wiens CEO en oprichter – Stephen A. Schwarzman – een groot supporter is van Trump, is een niet-bindend memorandum aangegaan waarin de PIF 20 miljard dollar aan het project heeft toegezegd. Tijdens het CEO Forum US-Saudi werden wapenovereenkomsten aangekondigd, waaronder een belofte om "150 Lockheed Martin Black Hawk-helikopters te assembleren" in Saoedi-Arabië. Dit is goed voor 450 banen in Saoedi-Arabië”.
In oktober 2017 werd aangekondigd dat PIF ernaar zou streven zijn vermogen te vergroten tot meer dan $ 400 miljard en tegen 2020 meer dan 20.000 nieuwe jobs te creëren. Al-Rumayyan presenteerde een nieuwe investeringsstrategie voor het fonds, gebaseerd op vier doelstellingen: het maximaliseren van activa, het investeren in nieuwe sectoren, het binnenhalen van technologieën en het ontwikkelen van economische partnerschappen. Hij zei ook dat de PIF conservatief zou lenen om specifieke activa te financieren en nieuwe partnerschappen zou zoeken, zoals die met Blackstone en SoftBank. 
Op het Milken Institute in Abu Dhabi in februari 2019 kondigde Al-Rumayyan aan dat de PIF nieuwe kantoren zou openen in Londen, New York en San Francisco. Hij zei ook dat het fonds zou investeren in duurzame energieprojecten in Saoedi-Arabië, waaronder de lokale productie van zonnepanelen.
In maart 2019 werd onthuld dat PIF een New Yorks communicatiebedrijf, Karv Communications, $ 120.000 per maand betaalde om de beschadigde reputatie van de Saoedi's weer op te bouwen na de moord op Jamal Khashoggi.
In 2021 kochten ze belangen in de Amerikaanse videogamebedrijven Electronic Arts, Take-Two Interactive en Activision Blizzard. In mei 2022 kochten ze een belang van 5% in het Japanse videogamebedrijf Nintendo en de maand daarop een belang van 8% in Embracer Group met een investering van $1 miljard.
PIF bezat een groot indirect belang in Twitter vóór de overname door Elon Musk, hoewel veel Saoedi's die het platform gebruiken voor kritiek op het regime willekeurig worden gearresteerd en gevangengezet.

### Voormalige regeringsfunctionarissen van Donald Trump
In 2021 investeerde PIF $2 miljard in een private-equityfirma die net was opgericht door Jared Kushner, de schoonzoon van Donald Trump, kort nadat hij het Witte Huis had verlaten. PIF-adviseurs stelden vragen over de voordelen van de investering, maar het PIF-management negeerde de adviseurs. In april 2022 was de aandelenfirma van Kushner voornamelijk afhankelijk van Saoedisch geld, aangezien ze slechts 2,5 miljard dollar onder beheer had. Binnen de regering van Donald Trump was Kushner een fervent verdediger van de Saoedische heerser Mohammed bin Salman.
In 2021 investeerde de PIF $ 1 miljard in het investeringsfonds van de voormalige regeringsfunctionaris van Donald Trump, Steven Mnuchin, vlak nadat hij de regering verliet.
In mei 2022 werd gemeld dat Affinity Partners van plan was PIF-geld van Saoedi-Arabië naar Israël te sturen. Kushner koos twee Israëlische startups uit om in te investeren. Het koninkrijk onderhield geen diplomatieke betrekkingen met Israël en maakte geen deel uit van de Abraham-akkoorden. Via de firma van Kushner zou Saoedi-Arabië zich kunnen openstellen voor Israëlische bedrijven, wat lucratief zou kunnen zijn voor het Arabische land. De investering van Affinity Partner in Israëlische startups werd goedgekeurd door Saoedische functionarissen en zou ook zijn goedgekeurd door kroonprins Mohammed. 
Velen zagen het als een basis voor een mogelijke normalisering van de betrekkingen tussen Saoedi-Arabië en Israël. Dit zal de eerste bekende keer zijn dat geld uit het Saoedische staatsinvesteringsfonds naar Israël gaat.

### Overname van Newcastle United
Op 14 april 2020 bleek dat er een deal was gesloten om de eigendom van Newcastle United FC voor £ 300 miljoen over te dragen tussen de zittende eigenaar Mike Ashley en een toekomstig aankoopconsortium bestaande uit het Public Investment Fund, PCP Capital Partners en Reuben Brothers. De Premier League weigerde echter de deal te ratificeren. Daarom voerde Mike Ashley vervolgens verschillende juridische procedures tegen de Premier League in een poging de overname toch te voltooien. Op 7 oktober 2021 werd aangekondigd dat de overname toch doorging, nadat de Premier League had verklaard dat het "juridisch bindende garanties had gekregen dat het Koninkrijk Saoedi-Arabië geen controle zal hebben over Newcastle United".
Mensenrechtenorganisaties bekritiseerden de Premier League omdat ze de PIF toestond een Premier League-club te kopen. Amnesty International wees op de staat van dienst op het gebied van de mensenrechten in Saoedi-Arabië en zei dat de Premier League normen moet invoeren waarbij mensenrechtenschenders geen Premier League-clubs kunnen bezitten. Amnesty noemde de overname ‘een extreem bittere klap voor mensenrechtenverdedigers’. 
In april 2021 vroeg de Saoedische kroonprins Mohammed bin Salman naar verluidt aan de Britse premier Boris Johnson om in te grijpen, zodat de Premier League de overname van Newcastle door PIF zou goedkeuren. Bin Salman dreigde dat er economische gevolgen voor Groot-Brittannië zouden zijn als de regering de overname blokkeerde. 
De poging tot overname was "een flagrant voorbeeld van Saoedisch sportswashing", aldus Kate Allen van Amnesty International UK. De Britse regering hield details van haar gesprekken met de Premier League over de Saoedische overname geheim en zei dat de onthulling de betrekkingen met Saoedi-Arabië zou kunnen ‘schaden’. De overige 19 Premier League-clubs veroordeelden de overname en zeiden dat deze het imago van de Premier League schaadde.

### Blootstelling aan de Credit Suisse-crisis
In 2022 deed PIF een investering van $ 1,5 miljard in Credit Suisse als onderdeel van een breder doel om zijn portefeuille te diversifiëren naar mondiaal bankieren. De PIF verbond Credit Suisse met de Saudische Nationale Bank en maakte van de Saudische Nationale Bank de grootste aandeelhouder met minder dan 10% eigendom. 
Nadat de bankfaillissementen in de Verenigde Staten in maart 2023 de mondiale banksector in hun greep hadden gehad, verklaarde Ammar al-Khudair, voorzitter van de Saudische Nationale Bank, op 15 maart 2023 publiekelijk dat ze Credit Suisse "absoluut niet" van meer kapitaal zouden voorzien, wat er vervolgens prompt voor zorgde dat de aandelenkoers van Credit Suisse nog eens 25% daalde. Op 19 maart 2023 bevestigde UBS hun geplande overname van Credit Suisse. 

## Kritiek
PIF wordt gezien als een van de minst transparante staatsinvesteringsfondsen ter wereld. In 2016 merkte The Wall Street Journal op dat geen van de beleggingen van het fonds met naam werd genoemd. Volgens Steffen Hertog, hoogleraar aan de London School of Economics, wordt de PIF “gezien als ondoorzichtig, als een zwarte doos. Weinigen weten wat daar aan de hand is." 
Omdat de PIF een door het ministerie geleid bedrijf is met een overweldigende focus op binnenlandse investeringen, karakteriseren sommige wetenschappers het als een 'quasi-soeverein vermogensfonds'.
De bestuursstructuur van PIF is in twijfel getrokken, met name met betrekking tot de mate waarin Mohammad bin Salman controle heeft over de besluitvorming bij PIF. In oktober 2022 gaf Yasir Al-Rumayyan (de gouverneur van PIF) een interview waarin hij sprak over het verzet tegen de ambitieuze internationale aandelenaankoopactiviteiten die begin 2020 door Mohammad bin Salman werden afgekondigd, terwijl de wereld worstelde met COVID-19. De zorg was dat het geven van tientallen miljarden dollars aan de PIF van de Saoedische centrale bank om deze aandelenaankoop te financieren riskant was en de lokale munt zou kunnen devalueren. 
Hoewel Mohammad bin Salman de voorzitter van PIF is, heeft PIF "elke suggestie ontkend dat de besluitvorming of het gedrag van het bestuur van PIF overmatig wordt beïnvloed (of op enigerlei wijze in strijd is met de principes van goed bestuur) door de kroonprins." Yasir Al-Rumayyan beweert dat hij werd overruled door Salman van Saoedi-Arabië, die nog steeds officieel koning is. 
De binnenlandse beleggingen van het fonds gaan doorgaans naar bedrijven van elites met langdurige persoonlijke banden met de Saoedische staat.
Sommige activa werden in 2017 aan de PIF overgedragen nadat het Saoedische regime een “anti-corruptie”-zuivering had uitgevoerd, waarbij activa van 400 van de rijkste personen van Saoedi-Arabië door het regime in beslag werden genomen.